# Анализ потока управления
Анализ потока управления — это статический анализ кода для определения порядка выполнения программы. Порядок выполнения выражается в виде  графа потока управления.
Для многих языков граф потока управления явно прослеживается в исходном коде программы. Как результат, анализ потока управления обычно относится к статическому анализу кода. В ходе анализа определяются приемники функций и методов, вызванных программами, написанными на языках высокого уровня. И для языков функционального программирования, и для объектно-ориентированных языков программирования термин «Анализ потока управления» означает алгоритм, который формирует граф потока управления.
Термин анализ потока управления (control flow analysis) был впервые использован Нейлом Джонсом (Neil D. Jones) и Олин Шиверс (Olin Shivers).
Для анализа потока управления могут быть использованы: Абстрактная интерпертация, Удовлетворение ограничений, Типизация данных.